# Municipio de Creston Village
El municipio de Creston Village (en inglés: Creston Village Township) es un municipio ubicado en el condado de Medina en el estado estadounidense de Ohio. En el año 2010 tenía una población de 92 habitantes y una densidad poblacional de 223,41 personas por km².

## Geografía
El municipio de Creston Village se encuentra ubicado en las coordenadas 40°59′29″N 81°53′7″O / 40.99139, -81.88528. Según la Oficina del Censo de los Estados Unidos, el municipio tiene una superficie total de 0.41 km², de la cual 0,41 km² corresponden a tierra firme y (0 %) 0 km² es agua.

## Demografía
Según el censo de 2010, había 92 personas residiendo en el municipio de Creston Village. La densidad de población era de 223,41 hab./km². De los 92 habitantes, el municipio de Creston Village estaba compuesto por el 94,57 % blancos, el 5,43 % eran asiáticos. Del total de la población el 1,09 % eran hispanos o latinos de cualquier raza.